# 老广场 (贝加莫)
老广场（Piazza Vecchia）是贝加莫的一个广场，位于位于上城（città alta）的中心，是该市早期政治和民政活动的中心。通过理性宫（Palazzo della Ragione）的门廊, 与主教座堂广场（Piazza del Duomo）相连。

## 描述
老广场位于上城（città alta）的中心，上城是威尼斯城墙以内的部分。广场呈近乎完美的长方形，是贝加莫最重要的广场之一，几个世纪以来一直是该市的政治中心。这些机构的总部业已迁往下城，以方便行政人员和市民之间的联系，此后广场及其建筑已成为旅游和博物馆的场所。广场右侧是安杰洛·麦图书馆（Bibliothèque Angelo Mai），左边是理性宫（Palazzo della Ragione）,这里收藏艺术展览，以及执政官宫（Palais du Podestat）及其历史博物馆。
路面原为黑白两色的棋盘格，18世纪改为红砖路面。
广场禁止汽车通行，使游客可以平静地散步。广场的中心是建于1780年的康塔里尼喷泉（fontaine Contarini）。
塔索咖啡馆（Caffè del Tasso）俯瞰广场。这是一个历史遗址，贝加莫人正是在此作出决定，跟随朱塞佩加里波第参加千人远征（expédition des Mille）。

## 景点

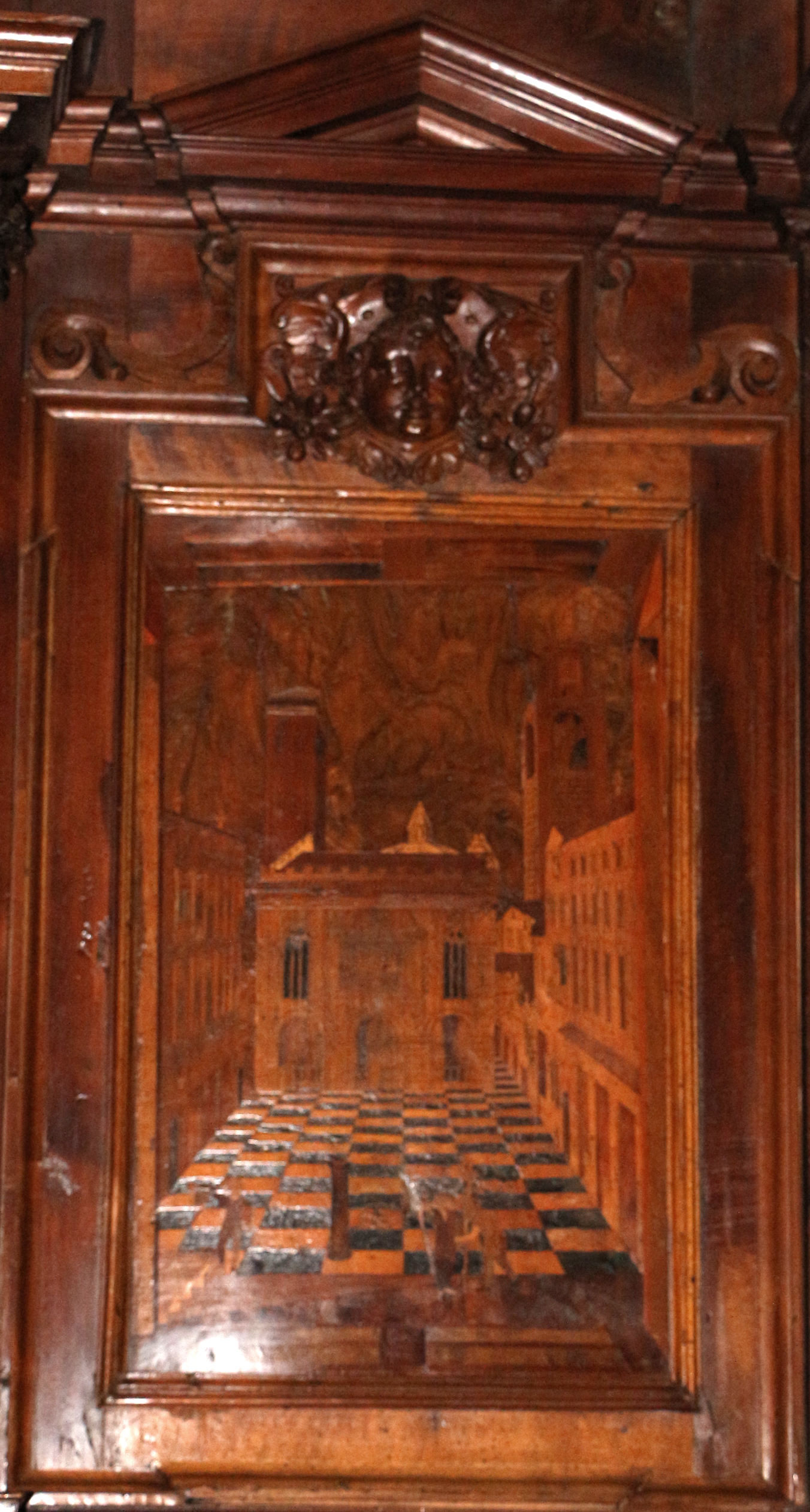
镶嵌
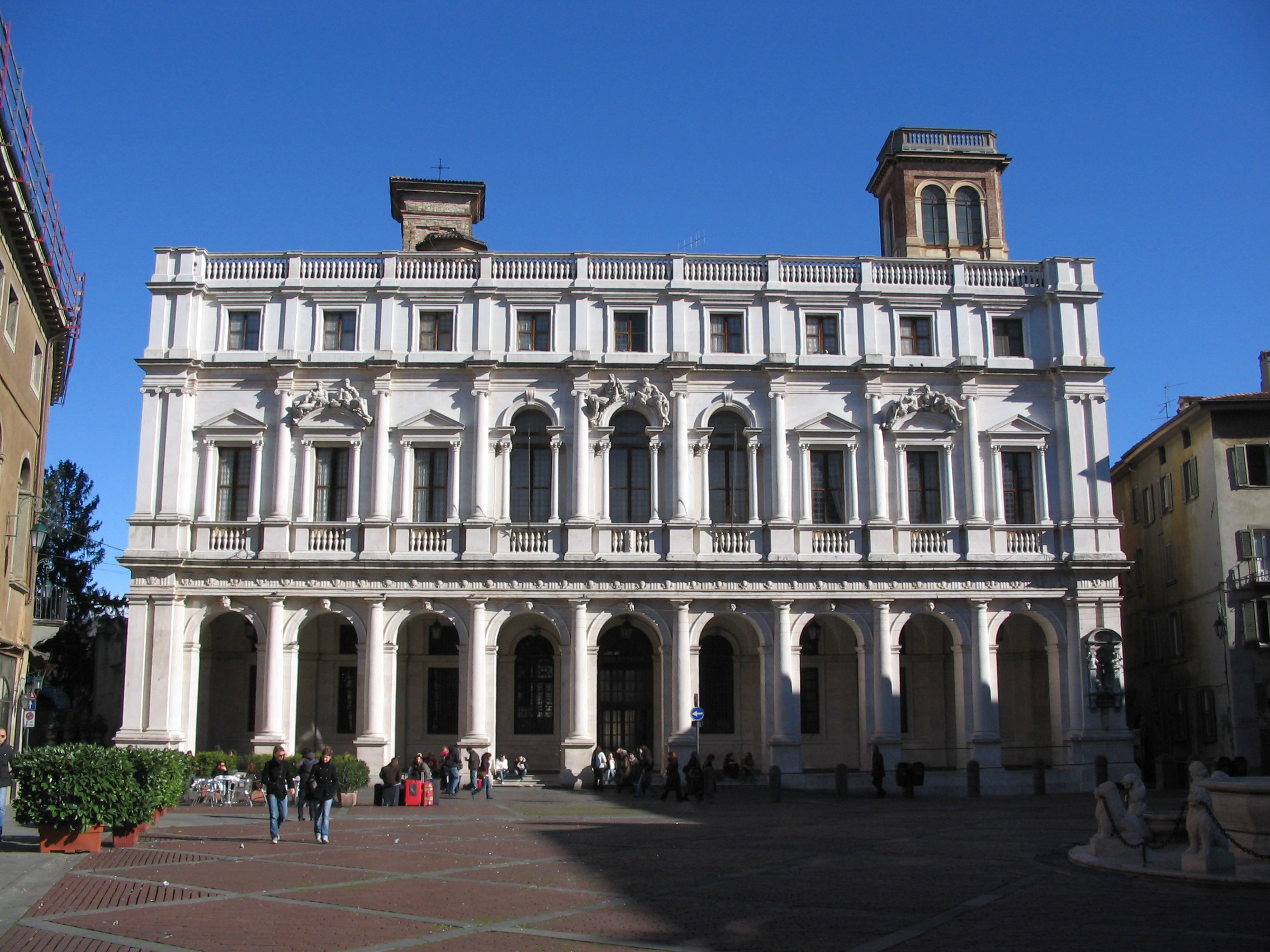
安杰洛·麦图书馆
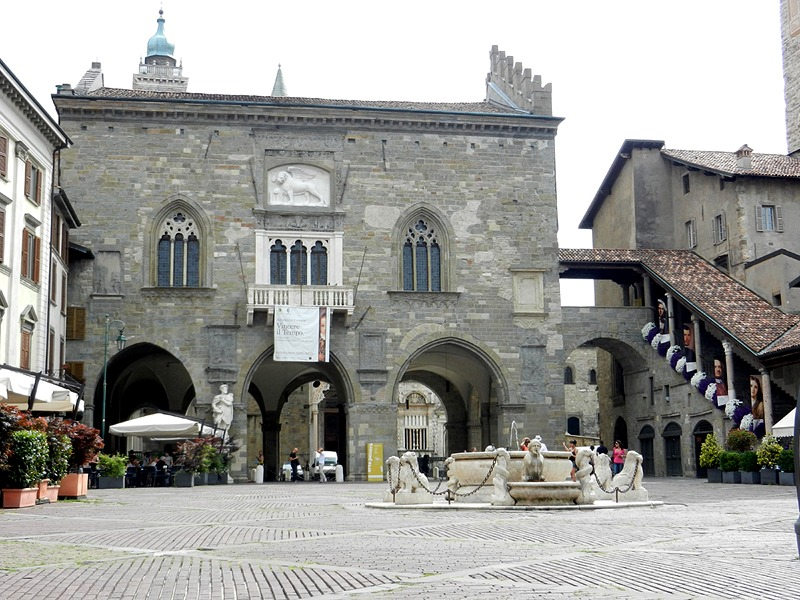
理性宫和喷泉

- 执政官宫（Palais du Podestat）
- 理性宫（Palazzo della Ragione）
- 安杰洛·麦图书馆（Bibliothèque Angelo Mai）
- 壁画博物馆（Musée de la fresque）
- 康塔里尼喷泉（Fontaine Contarini）
- 城市塔（Torre Civica）